# سامونه
سامونه (به ایتالیایی: Samone) یک کومونه در ایتالیا است که در استان تورین واقع شده‌است. سامونه ۲٫۵ کیلومتر مربع مساحت و ۱٬۵۱۳ نفر جمعیت دارد.